# Industrie aux États-Unis
L'industrie aux États-Unis est un secteur important de l'économie. Les États-Unis occupent la première place mondiale pour la production industrielle en 2004.

## Histoire

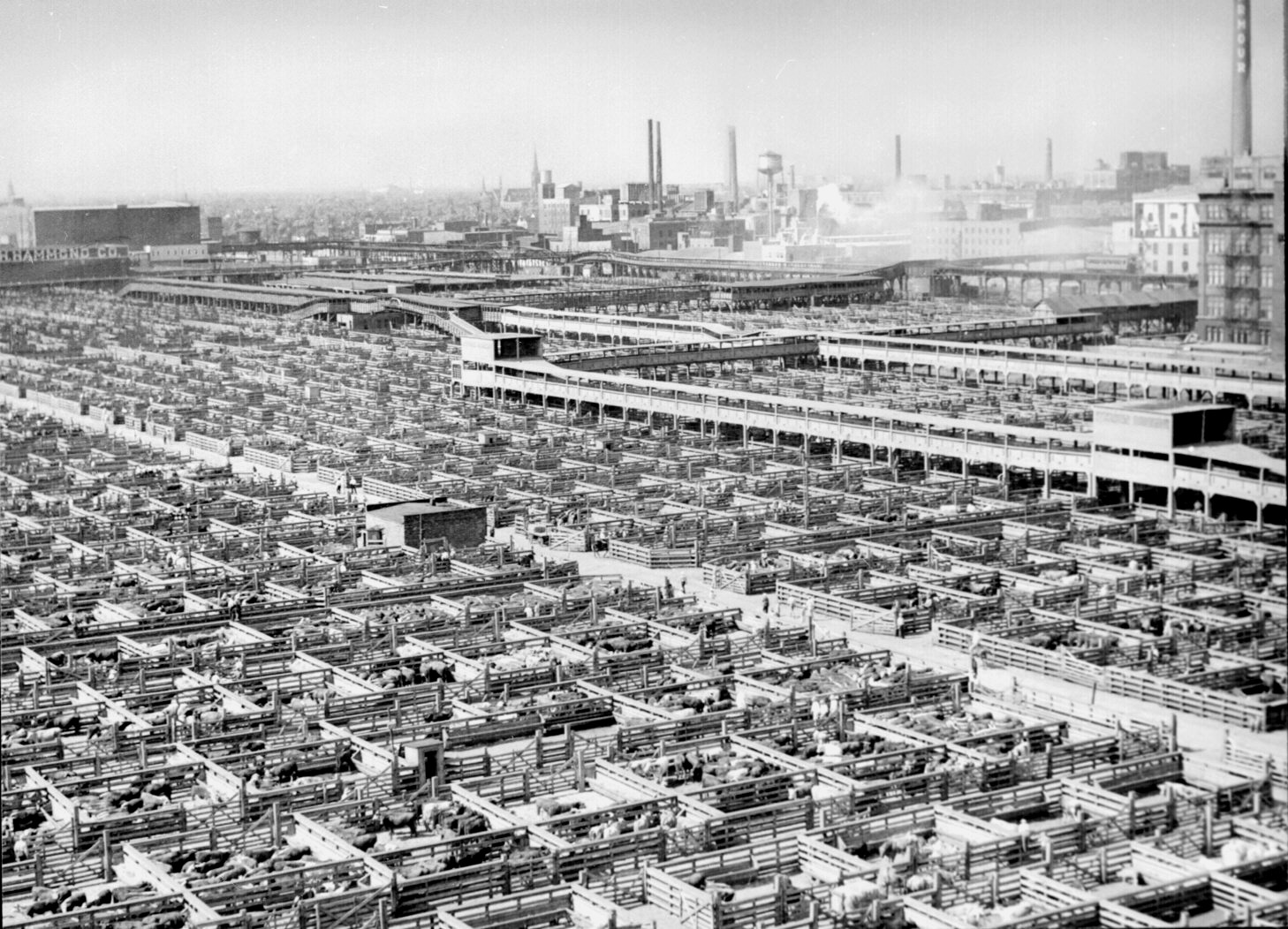
Les Union Stock Yards (grands abattoirs de Chicago) furent entre 1865 et 1971 le centre de l'industrie américaine du conditionnement de la viande. Ils transformèrent plus de viande que n'importe quel autre endroit dans le monde. En 1900, environ 82 % de la viande consommée aux États-Unis provenait des abattoirs de Chicago.

L'industrialisation transforme les États-Unis au cours du XIXe siècle. L'agriculture et les manufactures se mécanisent alors que les services connaissent une standardisation précoce. Les innovations technologiques et l'emploi de machines-outils y sont donc plus importants qu'ailleurs. Le téléphone, inventé par Alexander Bell est diffusé à un million d'exemplaires en 1900. Les industriels du Nord ont fait adopter par le congrès des droits de douane exorbitants: 47 % en moyenne sur les importations. Entre 1860 et 1900, 14 millions d'immigrants arrivent aux États-Unis qui représentent une main-d'œuvre peu exigeante pour l'industrie en plein essor. Vers 1860, l'industrie emploie un tiers de la population active.
Entre 1860 et 1890, la production industrielle est multipliée par 11. Les États-Unis sont devenus le premier producteur mondial de charbon.
L'industrialisation profite surtout à la Manufacturing Belt (« ceinture des industries »), dans le Midwest et le Nord-Est des États-Unis. Le Sud a développé des industries de transformation mais reste sous la dépendance économique du Nord. En 1873, le produit par tête aux États-Unis a dépassé le produit par tête au Royaume-Uni, alors la première puissance économique mondiale.
L'essor industriel du pays provoque l'urbanisation du pays et la modernisation des villes. La ville est le berceau d'un nouveau mythe américain, celui du self-made man incarné par Andrew Carnegie. Comme dans tous les pays en voie industrialisation, la condition ouvrière est particulièrement difficile. Cependant, dans l'Amérique de « l'âge du toc », aucun mouvement syndical puissant ne parvient à se développer. Sans organisation efficace, délaissés par les partis politiques, les ouvriers multiplient les grèves. Ce n'est qu'en 1886 que naît la première grande organisation syndicale, l'American Federation of Labor (AFL), une fédération des métiers hautement spécialisés.
La période se caractérise en outre par une tendance à la concentration des entreprises qu'il est possible d'attribuer au désir de contrôler le marché, de faire des économies d'échelle et aux capitaux des plus en plus importants que nécessitent le développement industriel. Le cas le plus connu est celui de Rockefeller qui  rachète les droits de vote des actionnaires  d'une quarantaine de compagnies pétrolières pour les contrôler. Ces dernières forment un trust sous sa direction.
À la fin des années 1880, une quinzaine de trusts se sont ainsi constitués. En 1890, la loi Sherman interdit les trusts. Les capitaines d'industrie choisissent alors la holding comme forme de concentration. La compagnie Carnegie fournit 25 à 30 % de l'acier américain. Elle possède aussi ses mines de charbon et de fer, ses bateaux et ses trains. La compagnie Carnegie est ainsi un remarquable exemple des mouvements de concentration horizontale et verticale du capitalisme américain.

### Guerre civile et reconstruction
Au milieu du XIXe siècle, le Sud des États-Unis reste rural et dépendant des États du Nord pour les capitaux et les biens manufacturés. Les intérêts économiques des planteurs sont préservés tant que le Sud contrôle le gouvernement fédéral. Le Parti républicain est fondé en 1856 et défend les intérêts du Nord industriel. Il porte au pouvoir Abraham Lincoln qui met en place un tarif protectionniste. Le premier chemin de fer du Pacifique est décidé en 1862, et l'année suivante, un système bancaire national est établi pour financer la guerre de Sécession. La supériorité économique du Nord lui permet de remporter la guerre civile (1861 - 1865). L'esclavage est alors aboli et la Manufacturing Belt se développa. Les grands magnats de l'industrie gagnent de plus en plus d'influence dans la vie politique du pays. L'aristocratie des planteurs disparaît. Il faut reconstruire l'économie sudiste, mais celle-ci repose toujours sur l'agriculture.

### Le capitalisme américain
La période se caractérise en outre par une tendance à la concentration des entreprises qu'il est possible d'attribuer au désir de contrôler le marché, de faire des économies d'échelle et aux capitaux des plus en plus importants que nécessitent le développement industriel. Le cas le plus connu est celui de Rockefeller qui  rachète les droits de vote des actionnaires  d'une quarantaine de compagnies pétrolières pour les contrôler. Ces dernières forment un trust sous sa direction. À la fin des années 1880, une quinzaine de trusts se sont ainsi constitués. En 1890, la loi Sherman interdit les trusts. Les capitaines d'industrie choisissent alors la holding comme forme de concentration. La compagnie Carnegie fournit 25 à 30 % de l'acier américain. Elle possède aussi ses mines de charbon et de fer, ses bateaux et ses trains. La compagnie Carnegie est ainsi un remarquable exemple des mouvements de concentration horizontale et verticale du capitalisme américain.

### Essor et mutations
Entre 1860 et 1890, la production industrielle est multipliée par 11. Les États-Unis sont devenus le premier producteur mondial de charbon. L'industrialisation profite surtout à la Manufacturing Belt, dans le nord-est des États-Unis. Le Sud a développé des industries de transformation mais reste sous la dépendance économique du Nord.
L'essor industriel du pays provoque d'importantes mutations sociales : la population devient de plus en plus urbaine. Les gratte-ciel, les tramways, le métro, l'éclairage urbain électrique et d'autres innovations technologiques caractérisent les grandes villes américaines. Les villes sont des lieux d'accueil pour les immigrants et les agriculteurs ruinés. Ils y trouvent travail et instruction. C'est à la ville que naît le nouveau mythe américain, celui du « self-made man » incarné par Andrew Carnegie. Comme dans tous les pays en voie industrialisation, la condition ouvrière est particulièrement difficile, avec des journées de travail de 12 à 14 heures, des salaires faibles, des logements indécents.
Mother Jones décrit ainsi le travail des enfants dans une filature de coton, en 1906 : « Petites filles et petits garçons, pieds nus, allaient et venaient entre les rangées de broches interminables, ils approchaient des machines leurs petites mains décharnées pour renouer les fils cassés. Ils rampaient sous les machines pour les huiler. Jour et nuit, nuit et jour, ils changeaient les broches. Des petits enfants de six ans, aux visages de vieux de soixante ans, faisaient leurs huit heures par jour pour dix cents. Quand ils s'endormaient, on leur lançait de l'eau froide à la figure et la voix du directeur tonnait par-dessus le fracas incessant des machines ». Au cours de la seule année 1913, 25 000 travailleurs moururent au travail et 750 000 furent gravement blessés.
Cependant, dans les États-Unis de « l'âge du toc », aucun mouvement syndical puissant ne parvient à se développer. Sans organisation efficace, délaissés par les partis politiques, les ouvriers multiplient les grèves. Ce n'est qu'en 1886 que naît la première grande organisation syndicale, l'American Federation of Labor (AFL), une fédération des métiers hautement spécialisés. Elle renonce à toute référence révolutionnaire ou passéiste. L'échec des mouvements ouvriers peut s'expliquer par la présence de nombreux ouvriers déracinés venus des régions pauvres d'Europe et qui voient dans la condition ouvrière américaine une nette amélioration de leur sort. Pendant cette période le monde agricole connaît une grave crise. En effet, à partir de 1873, les prix agricoles baissent. L'augmentation de la productivité ne compense pas la chute des prix. Les fermiers tentent de s'organiser : mouvement des Grangers vers 1870, des Greenbackers vers 1880, alliance des fermiers et des populistes vers 1890. Les farmers réclament l'inflation monétaire pour compenser la baisse mondiale des cours de produits agricoles et réduire leur endettement.
En 1869, pour la première fois dans l'histoire de cette nation, la valeur ajoutée industrielle dépasse celle de l'agriculture.

## Le premier pays industriel du monde
En valeur, les États-Unis sont la première puissance industrielle du monde avec 1 545,4 milliards de dollars. Le secteur secondaire emploie 13,6 millions de personnes en 2005 et représente 22,8 % du PIB. 81,54 % des exportations américaines sont des produits manufacturés.

### Atouts et facteurs de la puissance industrielle américaine

Structure de la valeur ajoutée aux États-Unis en 2006

La puissance industrielle américaine repose d'abord sur un territoire immense et maîtrisé par les réseaux de transport. Ce territoire procure d'importantes ressources naturelles, même si les gisements de matières premières sont souvent éloignés des centres de production et de consommation. Aujourd'hui, avec le déclin des industries traditionnelles, les richesses du sous-sol sont néanmoins moins déterminantes qu'avant. Les installations de production énergétique procurent de l'électricité aux usines. Les industriels peuvent compter sur une main d'œuvre abondante (154 millions en mars 2009) et qualifiée, ainsi que sur des travailleurs immigrés. Ces derniers représentent une main d'œuvre flexible et peu payée (Mexicains par exemple) mais aussi des cols blancs très qualifiés (fuite des cerveaux). Les États-Unis représentent un marché de consommation développé où la demande repose en partie sur le crédit.
L'industrie est soutenue par la libre entreprise et la culture de l'innovation. Les investissements privés et publics dans la recherche et le développement sont importants. En 2006, 2,62 % du PIB américain était investi dans la RD. De nombreuses entreprises travaillent en liaison avec les universités et laboratoires. Les interventions de l'État fédéral permettent de soutenir et de protéger les industries en difficulté (acier, plan de relance de l'automobile en 2008). Washington commande également des armes, des véhicules aéronautiques ou des équipements spatiaux. Enfin, l'American Way of Life est un vecteur de diffusion des produits américains dans le monde, que ce soit pour l'agro-alimentaire (Coca-Cola, MacDonald's, Marlboro) ou le textile (jeans, Gap, Nike).

### Difficultés et concurrence internationale
Comme dans d'autres pays du monde, les industries lourdes sont confrontées à la raréfaction des ressources naturelles et sont sensibles au renchérissement des matières premières. Les groupes pétroliers souhaitent exploiter les réserves d'hydrocarbures en Alaska et se heurtent à l'opposition des écologistes. Ces derniers militent pour empêcher l'ouverture de nouvelles usines polluantes. Plusieurs régions sont particulièrement touchées par la pollution industrielle : le couloir de la chimie dans le sud de la Louisiane ou encore la région de Houston au Texas où se concentrent les raffineries. Les Grands Lacs sont affectés par les rejets industriels et urbains. À l'instar d'autres États développés, les États-Unis subissent la concurrence des pays à faible coût de main d'œuvre. De nombreuses entreprises américaines délocalisent leurs unités de production vers le Mexique (maquiladoras) ou encore vers la Chine.
L'industrie américaine doit aussi faire face à des difficultés conjoncturelles : les ouragans qui frappent le Sud-Est contraignent les usines et les raffineries à fermer. Enfin, la crise de l'automobile fait toujours la une des journaux : les grands groupes (GM, Ford) doivent se restructurer, construire des véhicules moins gourmands en carburant et financer la recherche dans les énergies propres. Avec la crise de 2008-2009, leur chiffre d'affaires a baissé et ils ont perdu des parts de marché. Le sauvetage du secteur automobile américain passe par des projets de fusion avec des entreprises étrangères (chinoises) ou l'injection massive d'argent public.
Le 1er juin 2009, le secrétaire à l'Énergie Steven Chu a annoncé un fonds de 256 millions de dollars afin d'améliorer l'efficience énergétique des principales industries aux États-Unis.

## Les types d'industries

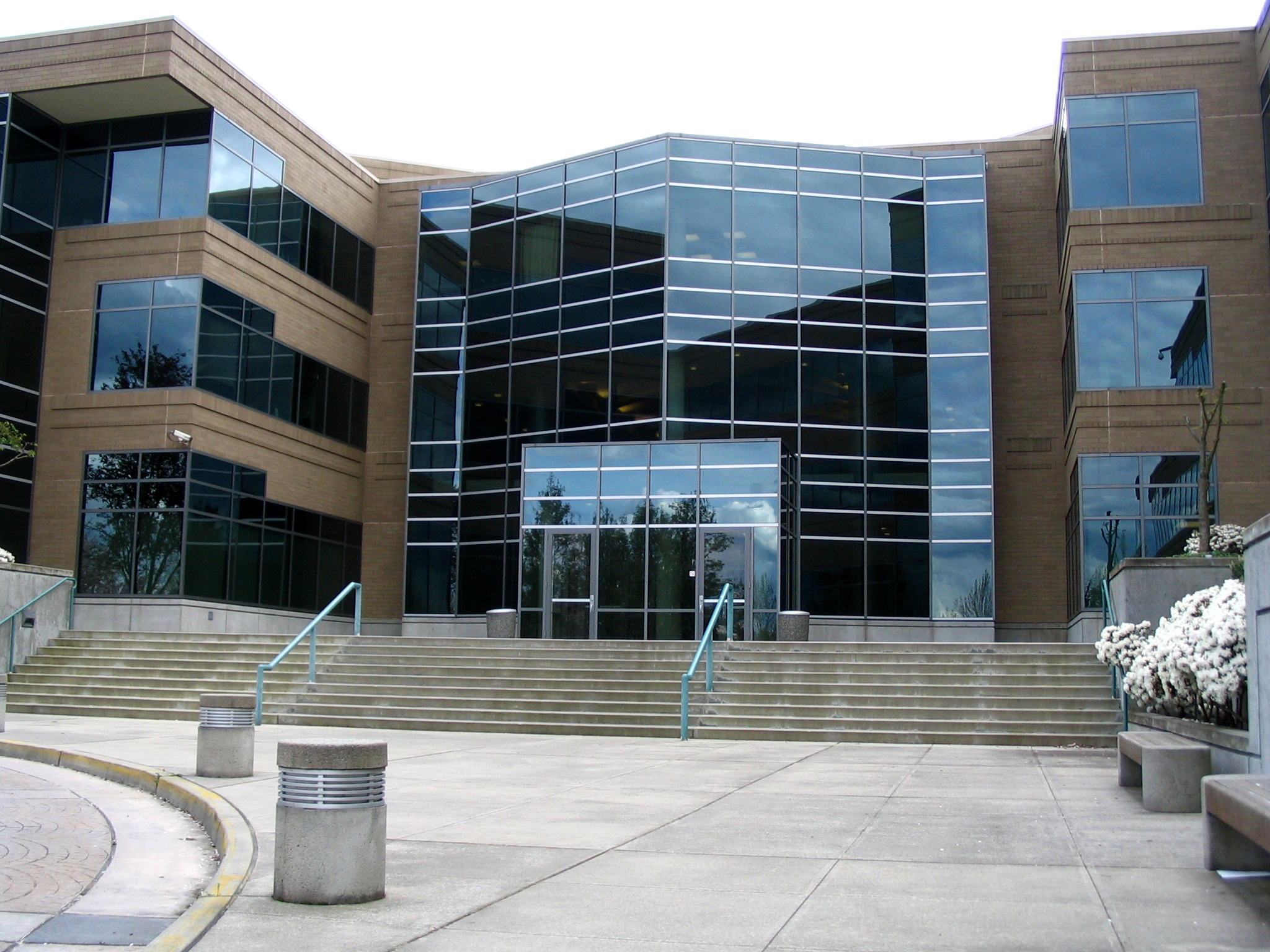
Siège social de Microsoft à Redmond, dans l’État de Washington

Le secteur secondaire emploie 20,8 % de la population active américaine. Les cinq premiers États par l'importance de la main-d'œuvre travaillant dans l'industrie sont en 2004 la Californie (1 529 500 employés), l'Ohio (824 700), l'Illinois (710 000), le Michigan (702 900) et la Pennsylvanie (696 800).
- Industries lourdes : 
  - Raffineries : à la fin de 1999, la capacité de raffinage des États-Unis était de 827 millions de tonnes, plaçant le pays au premier rang mondial. Les États-Unis assurent 20 % du raffinage mondial[20].
  - En 1999, le pays était le deuxième producteur d'acier derrière la Chine, avec une production de 97 millions de tonnes.
- Aéronautique : 
  - militaire : les principaux groupes sont : Lockheed, Northrop Grumman et Raytheon.
  - civile : Boeing
- Automobile : les principales firmes américaines sont : General Motors, Ford, Buick, Cadillac, Caterpillar, Chevrolet, DaimlerChrysler, Mercury, Pontiac
- Électronique, logiciel et informatique : IBM, Motorola, United Technologies, Microsoft, Apple, Dell, Texas Instruments, Intel Corporation, Adobe,Sun Microsystems, Oracle, Symantec, Hewlett Packard, Advanced Micro Devices
- Électricité : General Electric, Shaw Group
- Biens de consommation : Eastman Kodak, Whirlpool, Gillette Company, Nike, Procter & Gamble
- Industries agro-alimentaires : 
  - Coca-Cola
  - McDonald's
  - Cargill
  - PepsiCo
  - Pizza Hut
  - Rainforest Cafe
  - United Fruit Company
  - Wal-Mart

### Hautes technologies

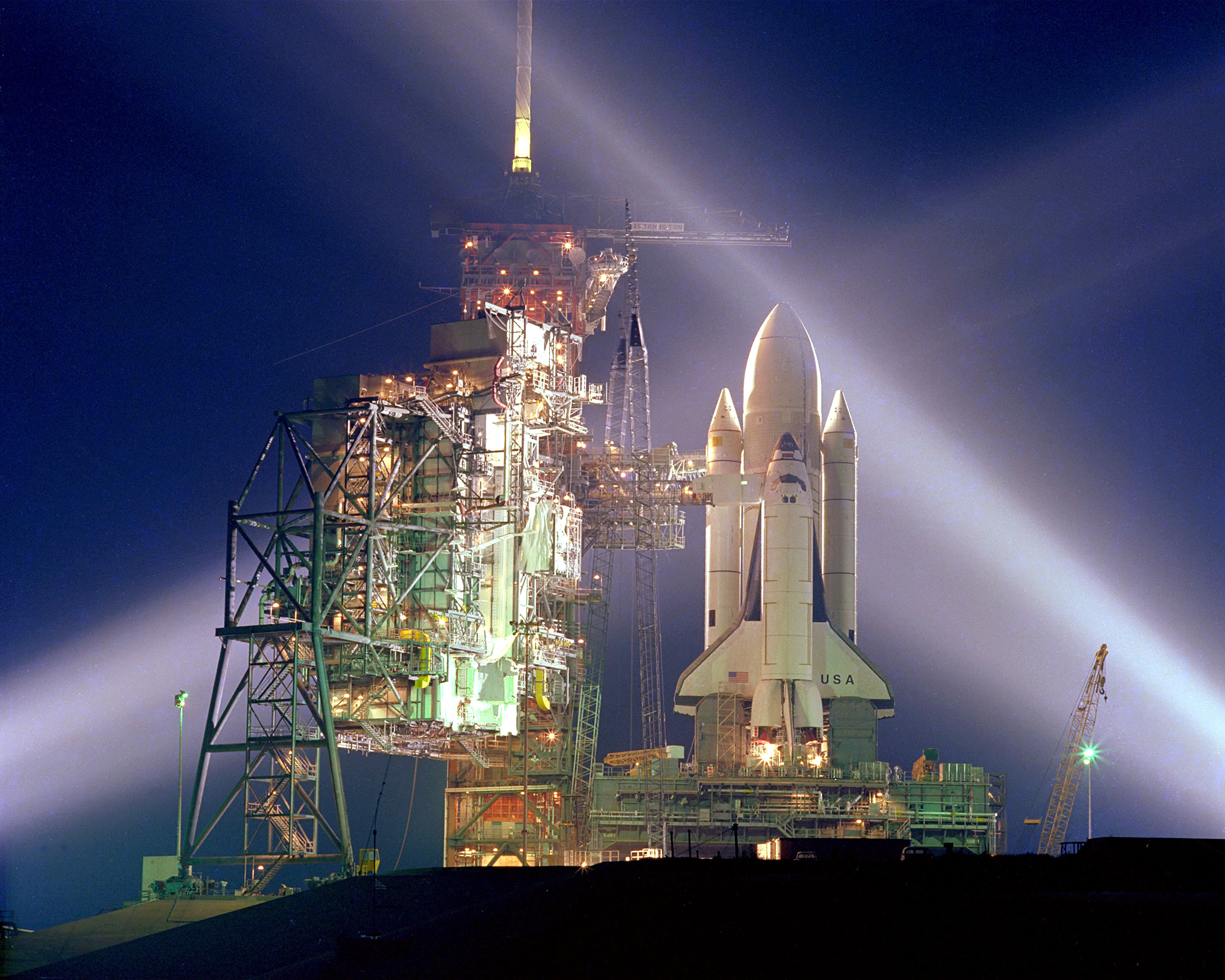
Navette spatiale Columbia

Le développement des industries de pointe est le résultat d'une politique d'investissements dans la recherche fondamentale et la recherche et développement. Le Bureau de la Science et de la Technologie (Office of Science and Technology), la National Science Foundation, le National Research Council ou encore la NASA sont les principales organisations publiques qui stimulent la recherche aux États-Unis. Les dépenses publiques en matière de recherche s'élèvent à 126 milliards de dollars en 2004, dont 55 % sont consacrés à la recherche militaire. Quant au secteur privé, il a dépensé 181 milliards de dollars. Le réseau des universités publiques de Californie dispose du même budget que celui du CNRS en France.

### Industrie fossile
À partir de 1989, l’industrie fossile a lancé une virulente campagne de lobbying climatosceptique, recrutant notamment des scientifiques pour contester les effets des gaz à effet de serre, lesquels sont massivement apparus dans les médias.

## Les grandes entreprises industrielles américaines
Quelques entreprises industrielles américaines dans le monde en 2008
| Nom                     | Secteur                                  | Rang mondial dans le secteur | Chiffre d'affaires en milliards de $ | Nombre d’employés | Siège social               |
| ----------------------- | ---------------------------------------- | ---------------------------- | ------------------------------------ | ----------------- | -------------------------- |
| Boeing                  | aérospatial                              | 1                            | 66,3                                 | +159 300,         | Chicago                    |
| United Technologies     | aérospatial                              | 2                            | 54,7                                 | +225 600,         | Hartford                   |
| Coca-Cola               | boissons                                 | 1                            | 28,8                                 | +090 500,         | Atlanta                    |
| Dow Chemical            | chimie                                   | 2                            | 55,5                                 | +045 856,         | Midland                    |
| DuPont                  | chimie                                   | 5                            | 30,6                                 | +060 000,         | Wilmington                 |
| Microsoft               | Logiciels                                | 1                            | 51,1                                 | +079 000,         | Redmond (Washington)       |
| Oracle Corporation      | Logiciels                                | 2                            | 17,9                                 | +074 674,         | Redwood City (Californie)  |
| Hewlett-Packard         | Ordinateurs                              | 1                            | 104,2                                | +172 000,         | Palo Alto (Californie)     |
| Dell                    | ordinateur                               | 2                            | 61,1                                 | +084 450,         | Round Rock (Texas)         |
| Archer Daniels Midland  | agro-alimentaire                         | 1                            | 44                                   | +027 300,         | Decatur (Illinois)         |
| Bunge                   | agro-alimentaire                         | 2                            | 37,8                                 | +023 889,         | White Plains (New York)    |
| Procter & Gamble        | Produits domestiques                     | 1                            | 76,4                                 | +138 000,         | Cincinnati (Ohio)          |
| Caterpillar             | Véhicules et équipement                  | 1                            | 44,9                                 | +101 333,         | Peoria (Illinois)          |
| IBM                     | Informatique, électronique               | 1                            | 98,7                                 | +386 558,         | Armonk (New York)          |
| Electronic Data Systems | Informatique, électronique               | 2                            | 22,1                                 | +139 500,         | Plano (Texas)              |
| Alcoa                   | Métallurgie                              | 6                            | 30,7                                 | +107 000,         | New York                   |
| General Motors          | Automobile                               | 1                            | 182,3                                | +266 000,         | Detroit (Michigan)         |
| Ford                    | Automobile                               | 4                            | 172,4                                | +246 000,         | Dearborn (Michigan)        |
| Motorola                | Communication                            | 2                            | 36,6                                 | +066 000,         | Schaumburg (Illinois)      |
| Cisco Systems           | Communication                            | 3                            | 34,9                                 | +061 535,         | San José (Californie)      |
| ExxonMobil              | Pétrole                                  | 1                            | 372,8                                | +107 100,         | Irving (Texas)             |
| Chevron Corporation     | Pétrole                                  | 4                            | 210,7                                | +065 035,         | San Ramon (Californie)     |
| Johnson & Johnson       | Pharmacie                                | 1                            | 61,0                                 | +119 200,         | New Brunswick (New Jersey) |
| Pfizer                  | Pharmacie                                | 2                            | 48,4                                 | +086 600,         | New York (New York)        |
| Intel                   | Semi-conducteur composants électroniques | 1                            | 38,3                                 | +086 300,         | Santa Clara (Californie)   |

## Géographie industrielle
- Voir les articles : Rust Belt, Manufacturing Belt, Sun Belt, Silicon Valley
- Le premier État industriel des États-Unis est la Californie, suivie par le Texas et l'Ohio. D'une manière générale, le Nord-Est est le berceau de l'industrie américaine (voir le chapitre histoire plus haut).

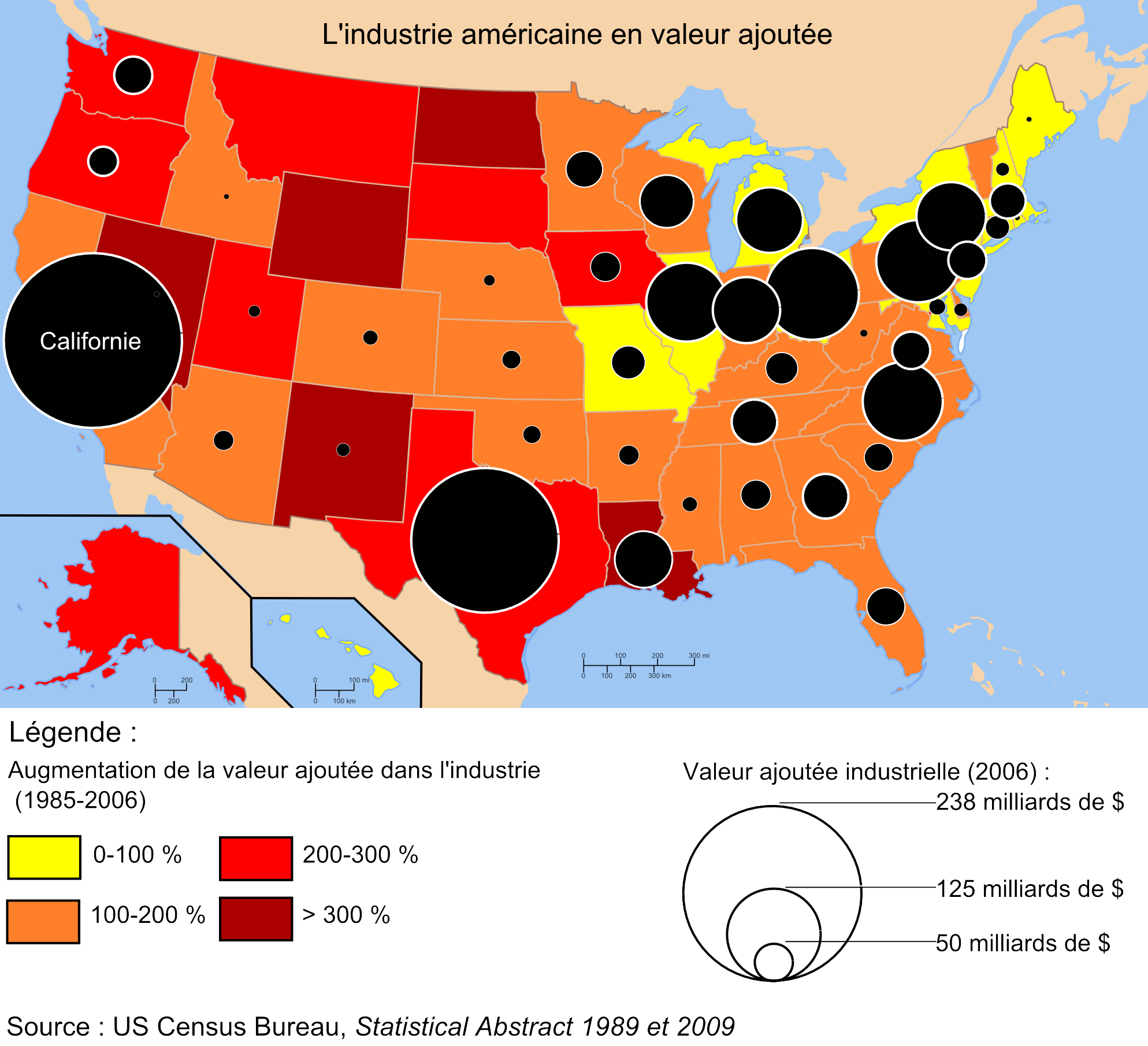
Répartition géographique de la valeur ajoutée industrielle
Les dix premiers États américains par la valeur ajoutée
L'emploi industriel par État

### Facteurs de localisation

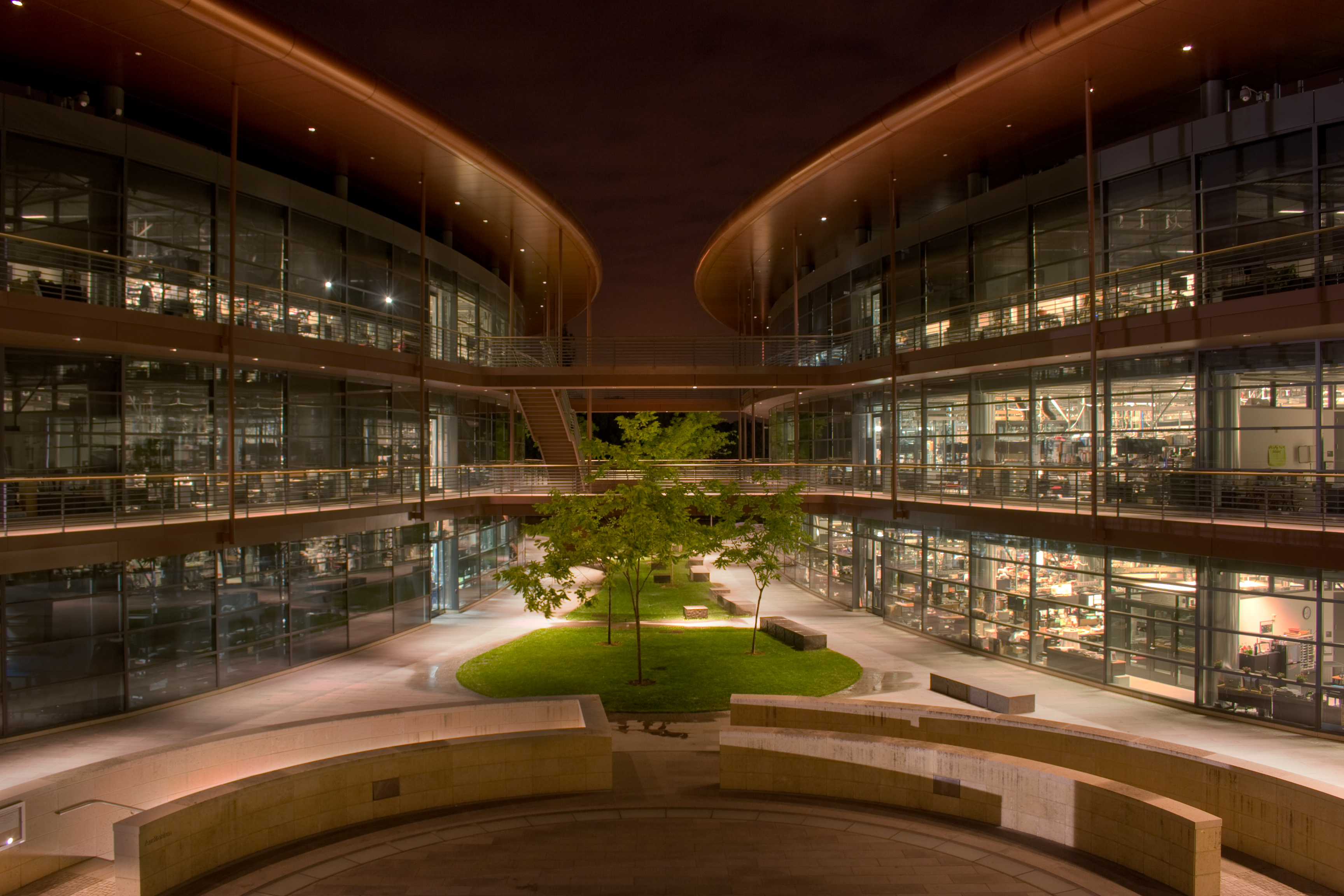
Université Stanford, au cœur de la Silicon
Valley

Les grandes régions industrielles se trouvent près d'un littoral ou d'un fleuve. La proximité des matières premières et des sources d'énergie est un autre facteur de localisation : beaucoup de raffineries se concentrent sur le golfe du Mexique et en Californie. Les villes portuaires possèdent des chantiers navals et des complexes pétro-chimiques. Les zones frontalières et l'interface avec l'océan Pacifique présentent également de nombreuses implantations industrielles. Les foyers de peuplement attirent les industries de consommation et d'automobiles. La fiscalité des entreprises est encore un élément pris en compte par les groupes industriels, qu'ils soient américains ou étrangers.
À plus grande échelle, les parcs industriels se sont implantés près des aéroports ou des échangeurs autoroutiers.
Les parcs technologiques rassemblent des universités, des laboratoires et des entreprises de pointe. Ils ont connu un important développement à partir des années 1970 avec la croissance des nouvelles technologies. Ceux de la Sun Belt bénéficient d'un environnement agréable qui attirent les étudiants, les chercheurs, les ingénieurs et les cadres. Le plus connu et le plus important est la Silicon Valley au sud de San Francisco, en Californie. Mais il en existe bien d'autres aux États-Unis : Silicon Forest (Oregon), Silicon Prairie (Texas), Research Triangle (Caroline du Nord), Route 128 (Massachusetts), Silicon Alley (New York), Golden Corridor (Illinois), Cummings Research Park (Alabama), Biotech Corridor (Washington-Baltimore), etc.

### Le Nord-Est

#### Rust Belt

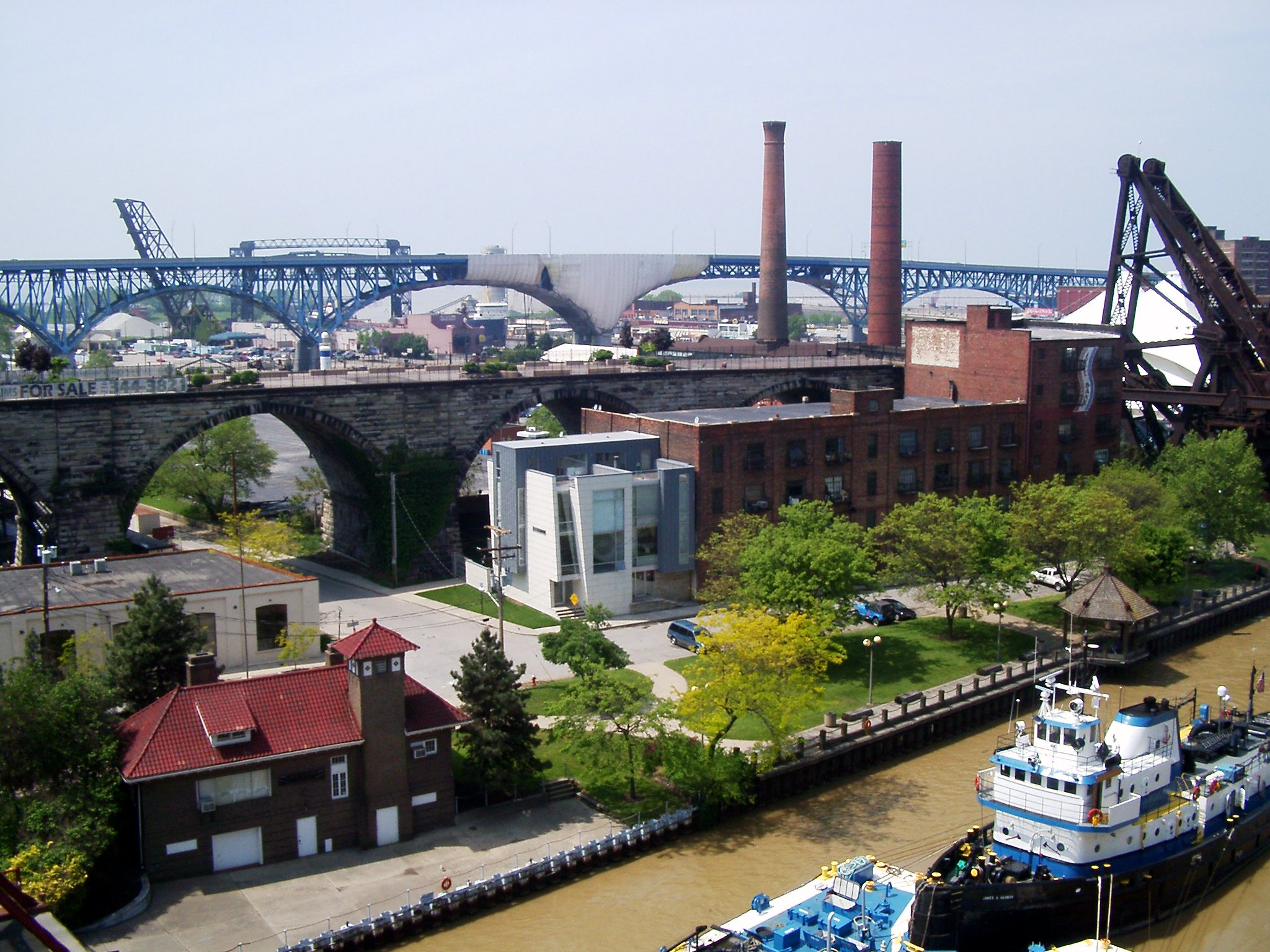
Paysage industriel à Cleveland (Ohio)

Les États du Nord-Est sont le berceau de l'industrie américaine. Ils se sont développés sur les industries de la première révolution industrielle (sidérurgie, textile, transports) puis de la deuxième (automobile, pétrochimie). Frappé par la désindustrialisation dans les années 1970, certains pôles ont réussi leur reconversion. C'est le cas de l'agglomération de Pittsburgh en Pennsylvanie : le programme Renaissance II a permis d'implanter des bureaux et de nouveaux moyens de transport qui ont revitalisé le centre-ville, l'université s'est développée et des milliers d'emplois de service ont été créés dans les domaines de la recherche, de l'éducation, de la santé et des industries de pointe. Une politique d'attraction des investisseurs a entraîné l'implantation de l'entreprise japonaise Sony. La ville de Cleveland mise sur la recherche sur les biotechnologies et sur les piles à combustible grâce à des institutions comme l'université Case Western Reserve, la Cleveland Clinic et les hôpitaux universitaires. La ville est parmi les premiers bénéficiaires des investissements pour les startups de biotechnologie et de la recherche.
Le New York Times indique que les patrons de la Rust Belt « entretiennent des liens très étroits avec plusieurs hauts fonctionnaires de l'administration Trump », parmi lesquels le représentant au commerce Robert Lighthizer. Ces relations pourraient avoir contribué à pousser le gouvernement américain à fortement élever les droits de douane sur les importations chinoises.

#### BosWash
BosWash, la mégalopole américaine qui s'étend de Boston à Washington, est une région industrielle diversifiée. Elle bénéficie d'une ouverture maritime, de liaisons ferroviaires vers l'est, d'universités prestigieuses et d'un important marché de consommation de plusieurs millions de personnes.
Si New York est avant tout un centre de services, en particulier financiers, l'agglomération compte également des raffineries et des industries lourdes. La crise des années 1960-1970 a engendré des friches industrielles dans le Bronx et le Queens. Pendant cette période, les usines ferment à cause de la concurrence internationale, déménagent ou se délocalisent à l’étranger. Ainsi, le chantier naval de Navy Yard ferme ses portes en 1966. Entre 1953 et 1992, New York perd quelque 700 000 emplois industriels. Depuis les années 1990, plusieurs opérations de réhabilitation ont été menées dans plusieurs quartiers de la Grosse Pomme. Plusieurs zones industrialo-portuaires sont reconverties (Brooklyn) en lofts, en ateliers d’artistes.
Le secteur industriel new-yorkais est très diversifié, allant des industries traditionnelles aux industries du luxe (quartier des diamantaires) en passant par la haute technologie. Les principales activités industrielles de la ville sont l'imprimerie et l'édition, l'industrie agro-alimentaire, la chimie et la pétrochimie, l'électricité, la mécanique, l'électronique, et la confection textile, notamment dans le Garment Center (Manhattan). Elle repose un réseau dense de PME.
Plusieurs villes essaient de reconvertir leurs anciennes industries. Baltimore (Maryland) fut une ville portuaire et industrielle dynamique jusque dans les années 1950 : sidérurgie, construction de bateaux, transport, fabrication de conserves. Néanmoins la ville perdit de son attractivité au cours des années 1960 et 1970 ce qui se traduisit par une perte de population en même temps que le nombre d'emplois proposés par le secteur de l'acier se réduisit, connaissant alors le même phénomène que les villes de la Rust Belt. Une grande politique de rénovation urbaine fut alors lancée à la fin des années 1970 avec notamment la construction d'un aquarium national, d'un Centre de convention ou encore de nombreux musées afin de reconvertir l'économie vers des activités de services, tout particulièrement touristiques et culturelles. Baltimore est reconnue pour être spécialisée dans la médecine et les biotechnologies. Au niveau national, elle constitue un pilier dans la recherche scientifique, et elle est tout particulièrement en pointe pour la cartographie du génome humain, grâce à l'hôpital Johns-Hopkins et à son centre hospitalier universitaire rattaché à l'université du Maryland.

### LaSun Belt

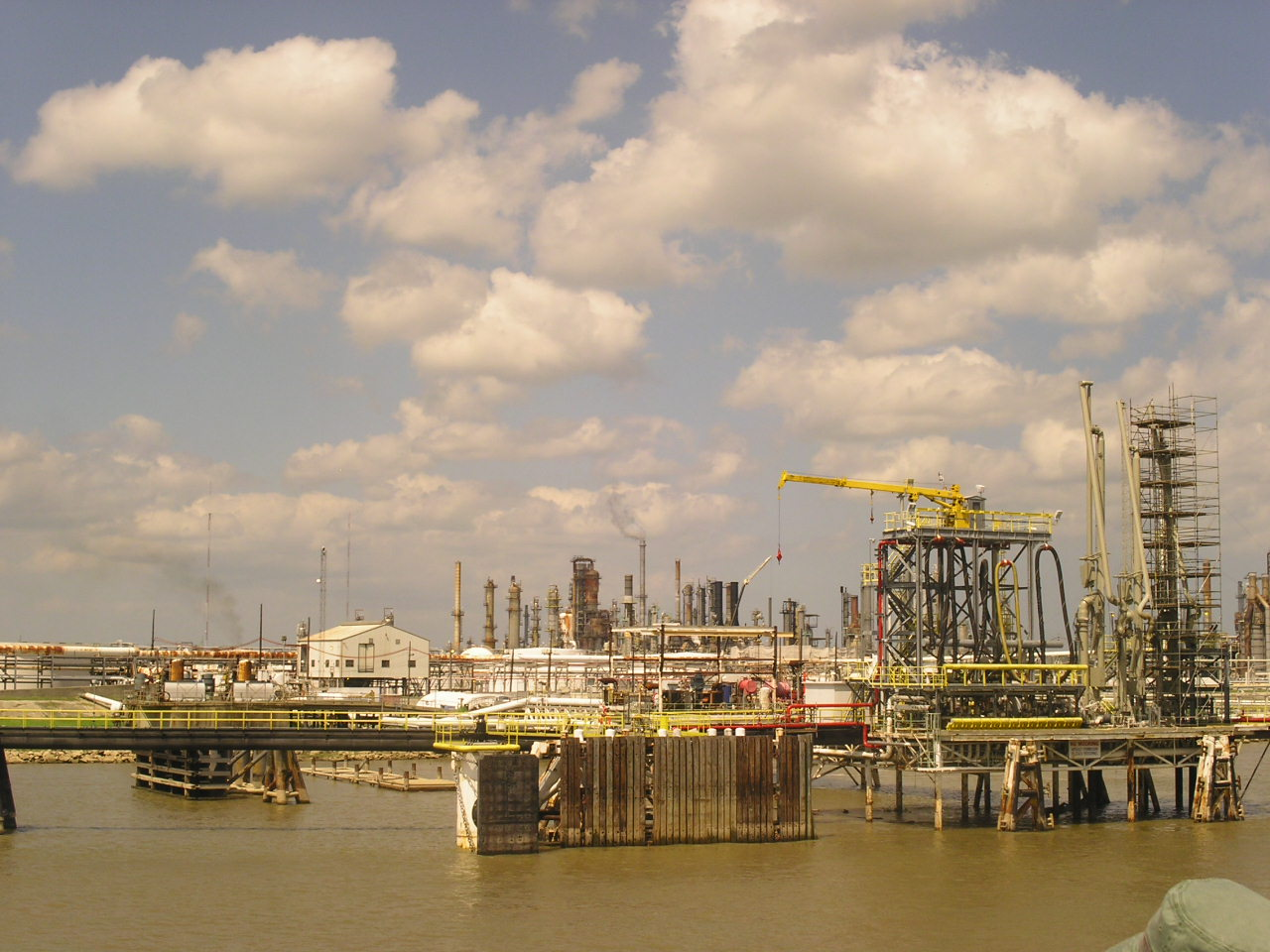
Raffinerie en Louisiane

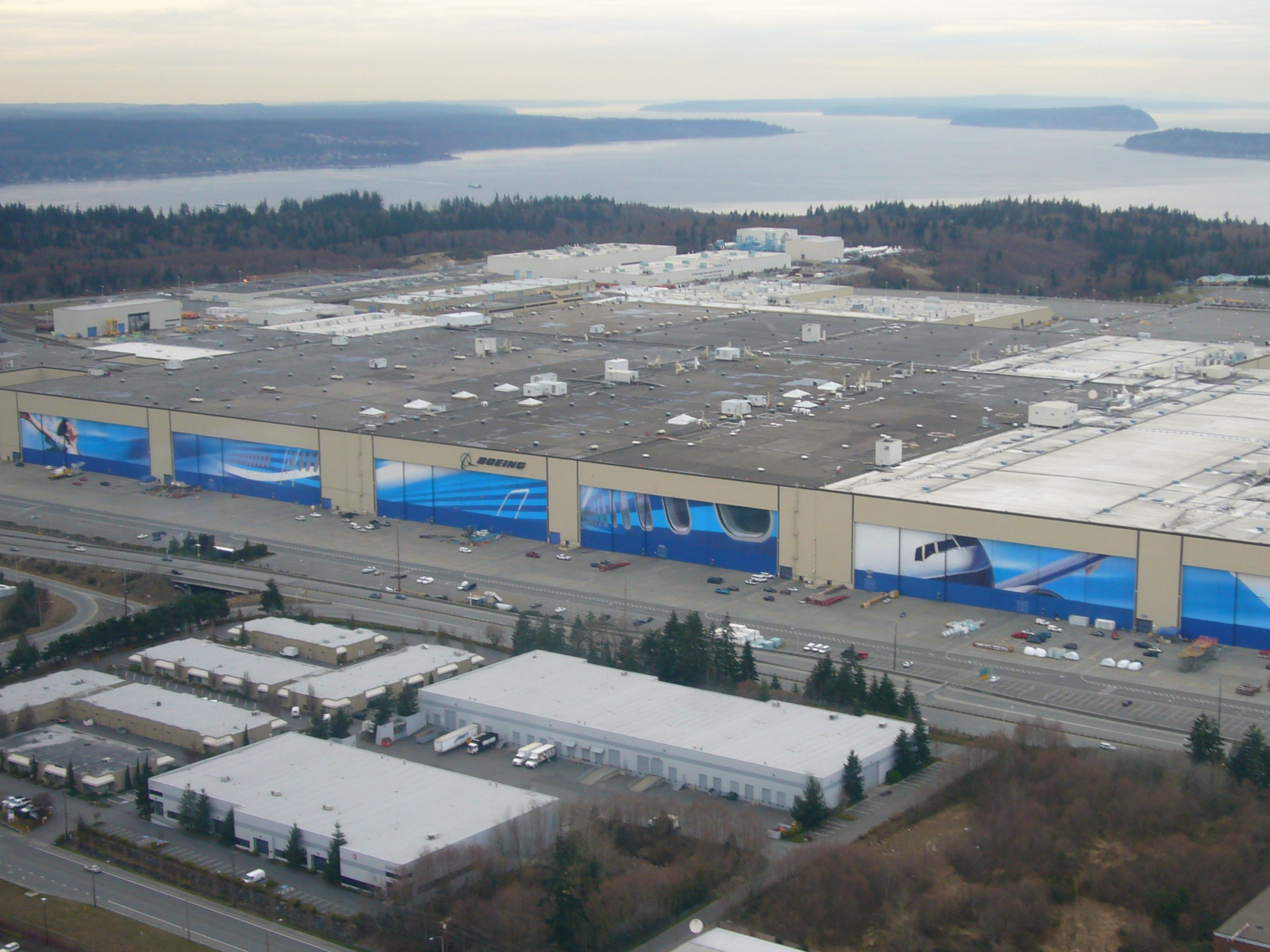
Usine du groupe Boeing à Everett, près de Seattle

La Sun Belt (« ceinture du soleil » au sud et à l'ouest des États-Unis) se caractérise par un développement industriel récent, fondé en grande partie sur les nouvelles technologies. Les deux principaux États industriels sont la Californie et le Texas. Des foyers secondaires existent dans les métropoles telles que Seattle ou Atlanta, ainsi que le long des principaux axes de transport.
Les industries lourdes sont présentes à cause des gisements de pétrole et des foyers de population : les raffineries se concentrent dans les sites de baies du Pacifique (Seattle, San Francisco, Los Angeles) et le long du golfe du Mexique. La Louisiane est un centre industriel important en raison du delta du Mississippi. Bien que la plupart des usines se trouvent dans le nord-est du pays, on trouve plusieurs unités de production localisées dans les métropoles. Les industries agro-alimentaires sont omniprésentes : jus de fruit en Floride, conserveries sur les côtes du golfe du Mexique, etc.
Mais la Sunbelt est surtout connue pour le dynamisme de ses industries de pointe : l'aéronautique est présente à Seattle (Boeing), en Californie et au Texas. La Floride et la région de Houston sont spécialisées dans les industries spatiales. Le nombre de technopôles est important, au premier rang desquels figure la Silicon Valley où sont installés les sièges sociaux de Google, Intel, Hewlett-Packard, Adobe, Apple, eBay, Facebook, etc.

### Autres centres industriels
En dehors des deux principales régions du Sud-Est et de la Sun Belt, il existe des centres isolés qui correspondent le plus souvent aux grandes villes : Salt Lake City, Denver, Kansas City par exemple. Les autres espaces américains sont des régions peu peuplées, dédiées aux productions agricoles ou minières, souvent enclavées.